# Louise Dresser
Louise Dresser, pseudonimo di Louise Josephine Kerlin (Evansville, 5 ottobre 1878 – Woodland Hills, 24 aprile 1965), è stata un'attrice statunitense.
Grande star del vaudeville e del cinema muto, stimata come una dei grandi nomi del teatro americano, alla pari di quelli di Lillian Russell, gli Shuberts, Anna Held, Blanche Ring, Charles Frohman e Weber e W.C. Fields, fu candidata al premio Oscar alla miglior attrice nel 1929 per la sua interpretazione nel film A Ship Comes In, diretto da William K. Howard.
Per il suo contributo all'industria del cinema, Louise Dresser ha una stella sulla Hollywood Walk of Fame, al 6538 di Hollywood Boulevard.

## Filmografia parziale
- The Glory of Clementina, regia di Émile Chautard (1922)
- Sabbie ardenti (Burning Sands), regia di George Melford (1922)
- Enter Madame, regia di Wallace Worsley (1922)
- The Fog, regia di Paul Powell (1923)
- Jazz-Band (Prodigal Daughters), regia di Sam Wood (1923)
- Salomy Jane, regia di George Melford (1923)
- Ruggles of Red Gap, regia di James Cruze (1923)
- The City That Never Sleeps, regia di James Cruze (1924)
- Enticement, regia di George Archainbaud (1925)
- L'aquila (The Eagle), regia di Clarence Brown (1925)
- Percy, regia di Roy William Neill (1925)
- Quinta Strada (Fifth Avenue), regia di Robert G. Vignola (1926)
- Broken Hearts of Hollywood, regia di Lloyd Bacon (1926)
- Gigolo, regia di William K. Howard (1926)
- A Ship Comes In, regia di William K. Howard (1928)
- La via delle stelle (The Air Circus), regia di Howard Hawks e Lewis Seiler (1928)
- La preda azzurra (Madonna of Avenue A), regia di Michael Curtiz (1929)
- Nomadi del canto (Mammy), regia di Michael Curtiz (1930)
- The Three Sisters, regia di Paul Sloane (1930)
- La casa senza amore (The Girl of the Limber Lost) regia di William C. Cabanne (1934)
- L'imperatrice Caterina (The Scarlet Empress), regia di Josef von Sternberg (1934)

## Doppiatrici italiane
- Paola Mannoni in L'imperatrice Caterina (ridoppiaggio)

## Riconoscimenti
- Premi Oscar 1929 - Candidatura all'Oscar alla miglior attrice per A Ship Comes In